# Râul Bălțatu, Lozova
Râul Bălțatu este un curs de apă, afluent al râului Lozova. 